# Беларуско поезерие
Беларуското поезерие (на беларуски: Беларускае паазер'е) е равнина в северна Беларус, част от Източноевропейската равнина.
Заема основната част от Витебска област, както и ограничени съседни части от Минска и Гродненска област. Представлява плато, разположено между средното течение на Западна Двина и басейна на река Неман. Релефът е формиран под действието на ледниците и включва редуващи се моренни хълмове и котловини, в които се намират около 3000 езера.